# Harkskärsfjärdens naturreservat
Harkskärsfjärdens naturreservat är ett naturreservat i Gävle kommun i Gävleborgs län.
Området är naturskyddat sedan 2023 och är 390 hektar stort. Reservatet ligger vid kusten nordost om Gävle  och består av hav, vattendrag, skog, rikskärr, strandängar